# 青山大桥
青山大桥，位于中国广西壮族自治区南宁市的一座公路桥梁，连接青秀区的凤岭片区与邕宁区的龙岗片区，为南宁市第19座跨越邕江的桥梁，作为迎接广西壮族自治区成立60周年重点建设项目之一，于2014年12月28日开工建设，2017年4月30日建成通车。

## 概况
大桥项目由南宁市发展和改革委员会以“南发改城市【2011】216号”批准建设，建设资金全部来自政府财政，投资人为南宁市城建集团所属的南宁纵横时代建设投资有限公司，估算总投资5.52019亿元人民币。项目西起青环路，与青环立交衔接，向东跨越邕江，上跨堤园路后桥梁在滨堤路前落地，并与滨堤路平交，继续向东下穿南宁绕城高速公路及南钦铁路，终点位于新邕路与龙岗1号路相交路口。道路等级为城市主干路，设置双向六车道，设计速度50公里/小时，路线总长约1.8公里，跨江桥梁及两岸引桥总长930米，其中主桥长770米，西岸引桥长70米，东岸引桥长90米；东岸接线引道全长857.186米，路幅宽60~66米，其中东岸引道于桩号K1+415.531处下穿绕城高速设桥梁一座，桥长94.8米，桥宽64米。中铁四局集团有限公司于2014年12月24日以4.3637亿元人民币中标成为承建方。

## 设计
青山大桥由中铁大桥勘测设计院负责设计、施工监控，主桥为双塔双索面叠合梁斜拉桥，跨度布置为（64+106）+430+（106+64）=770米。主梁采用混合式叠合梁，中跨410米长度范围内主梁为钢混叠合梁，两侧边跨各180米长度范围内主梁为预应力混凝土梁。主跨长430米，主塔高137米，是南宁市主塔最高、主跨最长的桥梁，主桥塔采用“壮乡风情塔”造型，由壮族头巾演化而来，整体轮廓呈椭圆形，两座塔的支腿都是双曲面的渐变结构，塔冠采用不对称形式。
主桥钢结构叠合梁制作及安装为3,704吨，主梁采用钢梁与混凝土桥面板组合梁，二者通过剪力钉相结合。钢梁部分由纵梁、横梁、托架及小纵梁共同组成钢梁格体系；桥面板采用分块预制、现浇湿接缝连接的方式。钢混叠合梁共37个节段，首段吊装位于南岸4号墩主塔下方上游侧Z1节段，总重22.3吨。主塔钢结构共5,600吨，包括54个高度16米以上的节段。

## 建设历程
- 2014年12月3日，青山大桥工程施工招标公告发布；
- 2014年12月24日，中铁四局集团有限公司中标成为大桥承建方；
- 2014年12月28日，青山大桥开工建设；
- 2015年4月底，大桥桩基施工全部完成[7]；
- 2016年3月27日、4月10日，青山大桥南岸主塔、北岸主塔相继封顶[6]；
- 2016年10月25日~26日，大桥主桥成功合龙[5]；
- 2017年4月30日，青山大桥建成通车。